# Фощеватовское сельское поселение
Фощеватовское сельское поселение — сельское поселение в Волоконовском районе Белгородской области.
Административный центр — село Фощеватово.

## История
Статус и границы сельского поселения установлены Законом Белгородской области от 20 декабря 2004 года № 159 «Об установлении границ муниципальных образований и наделении их статусом городского, сельского поселения, городского округа, муниципального района»

## Население
| 2010  | 2011  | 2012  | 2013  | 2014  | 2015  | 2016  | 2017  | 2018  |
| ----- | ----- | ----- | ----- | ----- | ----- | ----- | ----- | ----- |
| 1230  | ↘1225 | ↘1224 | ↘1219 | ↗1229 | ↘1228 | ↘1215 | ↘1187 | ↘1174 |
| 2019  | 2020  | 2021  |       |       |       |       |       |       |
| ↘1136 | ↘1117 | ↘1024 |       |       |       |       |       |       |

## Состав сельского поселения
В состав сельского поселения входят 2 населённых пункта:
| № | Населённый пункт | Тип населённого пункта       | Население |
| - | ---------------- | ---------------------------- | --------- |
| 1 | Орлиное          | хутор                        | ↗5        |
| 2 | Фощеватово       | село, административный центр | ↘1225     |

## Местное самоуправление
Администрация
Телефон: (47235) 4-94-31